# Lars de kleine ijsbeer
Lars, de kleine ijsbeer is de hoofdpersoon in de gelijknamige prentenboekenserie van tekenaar Hans de Beer. Na een zoektocht van twee jaar naar een uitgever, werd het eerste boek in 1986 in het Duits uitgegeven. In 1992 verscheen De kleine ijsbeer ook als (korte) tekenfilm. De tekenfilmreeks met afleveringen van vijf minuten werd voor het eerst uitgezonden op de Duitse televisie. Na die tijd verschenen de boeken ook in het Nederlands. Nadat in 2001 een bioscoopfilm verscheen, volgde nog een televisieserie met langere afleveringen.

## Boeken
Het oorspronkelijke verhaal werd ondertussen in 25 talen vertaald, waaronder Reto-Romaans en Faeröers en Turks (Küçük Beyaz Ayı). De volgende boeken zijn verschenen in de serie:
- 01 Een ijsbeer in de tropen (1987)
- 02 Kleine ijsbeer, waar ga je naar toe? (1994)
- 03 Kleine ijsbeer, wat is er mis? (1995)
- 04 Kleine ijsbeer, weet jij de weg? (1996)
- 05 Kleine ijsbeer en de bange haas (1998)
- 06 Kleine ijsbeer laat me niet alleen (1999)
- 07 Kleine ijsbeer help me vliegen (2001)
- 08 Kleine ijsbeer redt de rendieren (2005)
- 09 Kleine ijsbeer en de walvisbaai (2008)
- 10 Kleine ijsbeer en de grote onderzeeboot (2011)
- 11 Kleine ijsbeer en de verdwenen vissen (2017)
- 12 Kleine ijsbeer en de pandaberen (2020)

Er zijn ook boeken verschenen van de bioscoopfilms:
- Kleine IJsbeer (2003)
- De kleine ijsbeer 2: Het geheimzinnige eiland (2008)

## Televisieseries
Er zijn twee televisieseries uitgezonden. De eerste serie (1992-1995) bestaat uit afleveringen van vijf minuten.
Eerste serie - Seizoen 1 (1992)
- 01 De ijsschots (Die Eisscholle)
- 02 De sneeuwstorm (Der Schneesturm)
- 03 Het ei (Das Ei)
- 04 Het poolstation (Die Polarstation)
- 05 Het net (Das Netz)
- 06 De val (Die Falle)
- 07 De taak (Der Auftrag)

Eerste serie - Seizoen 2 (1993)
- 08 De dierenvanger (Der Tierfänger)
- 09 De ijsgrot (Die Eishöhle)
- 10 Het doolhof (Das Labyrinth)
- 11 De weerballon (Der Wetterballon)
- 12 De boot (Das Boot)
- 13 Het vat (Das Fass)

Eerste serie - Seizoen 3 (1994)
- 14 Het boek (Das Buch)
- 15 De honingraat (Die Wabe)
- 16 De bloem (Die Blume)
- 17 De teddybeer (Der Teddy)
- 18 De witte beer (Weißbär)
- 19 Het concert (Das Konzert)

Eerste serie - Seizoen 4 (1995)
- 21 Het kampvuur (Das Lagerfeuer)
- 22 De poolnacht (Die Polarnacht)
- 23 Streken uithalen (Die Streiche)
- 24 Buikpijn (Bauchschmerzen)
- 25 Verliefd (Liebesgeschichte)
- 26 De sledehond (Der Schlittenhund)

Tweede serie (2002)
De tweede serie (2002) kent langere afleveringen van 25 minuten, die verhalen uit de eerste televisieserie en de boeken uitdiepen.
- 01 De grote tocht
- 02 Het spookschip
- 03 Bezoek van Caruso
- 04 De kleine berin
- 05 Het poolstation
- 06 De sledehond
- 07 De dierenvanger
- 08 Lea de bruine beer
- 09 Op de zeebodem
- 10 In de haven
- 11 In het tijgerwoud
- 12 De droomvlucht
- 13 Terug in de jungle

## Films
Er zijn twee bioscoopfilms van de kleine ijsbeer gemaakt:
- De kleine ijsbeer - de film (2001)
- De kleine ijsbeer 2 - het geheimzinnige eiland (2005)

Tussen de twee films zijn afleveringen uit de tweede televisieserie bewerkt tot films voor de bioscoop. In elke film zijn drie afleveringen achter elkaar gemonteerd:
- De kleine tijger (2002 - aflevering 10, 11 en 13)
- Nanouks redding (2003- aflevering 5, 6 en 4)
- Droomvlucht (2003 - aflevering 7, 8 en 12)
- Bezoek van de zuidpool (2004 - aflevering 9, 2 en 3)

## Trivia
- De Vlaamse vertelstem was Bart Peeters. In het begin van het kinderprogramma De Boomhut werd Lars de kleine ijsbeer ook uitgezonden. Dit met de vertelstem van Alida Neslo.